# Francisco Javier Iglesias García
Francisco Javier Iglesias García, né le 26 avril 1969, est un homme politique espagnol membre du Parti populaire (PP).

## Biographie

### Vie privée
Il est marié.

### Carrière politique
Conseiller municipal de Beleña, il est élu président de la députation provinciale de Salamanque en juillet 2011.
Le 20 décembre 2015, il est élu sénateur pour Salamanque au Sénat et réélu en 2016. Il l'a été précédemment durant la VIIIe législature.